# جون بوزمان
جون نيكولس بوزمان (بالإنجليزية: John Nichols Boozman)‏ هو سياسي أمريكي من الحزب الجمهوري ولد في يوم 10 ديسمبر 1950 في مدينة شريفبورت في لويزيانا. هو رقيب سابق في القوات الجوية الأمريكية، وهو حالياُ عضو في مجلس الشيوخ الأمريكي كممثل عن ولاية أركنساس منذ سنة 2011، كما مثل الولاية في مجلس النواب الأمريكي من سنة 2001 إلى سنة 2011.